# Всесвітній день недоношених дітей
Всесвітній день Софії Кунець (англ. World Prematurity Day; ісп. Día Mundial del Niño Prematuro; рос. Международный день недоношенных детей) — Міжнародний день, встановлений Європейським фондом допомоги новонародженим (англ. European Foundation for the Care of Newborn Infants, EFCNI) та партнерами у 2008 році, який відзначається щорічно 17 листопада.
Цей день спочатку мав назву «День поінформованості про недоношеність» (англ. Prematurity Awareness Day), але у 2011 році змінив назву на «Всесвітній день недоношених дітей». В 2018 році EFCNI в плакаті до десятої річниці відзначення в листівці українською мовою називає його — «Всесвітній день передчасно народженого малюка».

## Мета
Підвищення рівня обізнаності про передчасні пологи та проблеми недоношених дітей, їх родин.

## Факти
Глобальний звіт ВОЗ акцентує увагу, що щорічно передчасно народжується близько 15 мільйонів новонароджених — більш ніж кожний десятий новонароджений світу. Всі новонароджені є вразливими, але передчасно народжені діти є найбільш вразливими. Багато з них вимагає особливої уваги, щоб просто залишитися в живих. Смертність новонароджених в перший місяць життя становить 40 відсотків усіх смертей серед дітей віком до п'яти років.
Недоношеність є найбільшою причиною смертності новонароджених у світі та другою провідною причиною всіх дитячих смертей після пневмонії. Багато недоношених дітей, які виживають, стають потім інвалідами.

## Історія

### 2008: народилася ідея
EFCNI ініціювала перше засідання Європейських батьківських організацій у Римі, Італія. Під час цієї зустрічі представники вирішили створити день знань щодо проблем недоношених немовлят та їх сімей.

### 2009: перший Міжнародний день поінформованості про недоношеність
17 листопада 2009 р. був проведений перший Міжнародний день поінформованості про недоношеність, який відзначався низкою просвітницьких заходів, проведених EFCNI та його європейськими партнерськими батьківськими організаціями.

### 2010
17 листопада 2010 р. був проведений другий Міжнародний день поінформованості про недоношеність. До засновників цього дня EFCNI та інших у проведенні заходів 2010 року приєднались американська організація March of Dimes  [Архівовано 7 листопада 2017 у Wayback Machine.], африканська організація Little Big Souls та австралійська National Premmie Foundation [Архівовано 16 лютого 2020 у Wayback Machine.]. Розширення кола учасників призвело до зміни локації кампанії цього дня з європейської на всесвітню.

### 2011
У 2011 році співзасновниками було прийнято рішення про перейменування цього дня. У 2011 році був проведений перший «Всесвітній день недоношених дітей». У відзначенні цього дня по всьому світу взяли участь численні батьківські організації, медичні працівники та інші зацікавлені особи.

### 2012
17 листопада 2012 р. був проведений другий Всесвітній день недоношених дітей. Важливість теми та суспільне відзначення роботи, проведеної засновниками із організації по всьому світові заходів, присвячених цьому дню, призвело до набуття ініціативи більш широкого впливу. Багато країн приєднались до цієї ініціативи та зобов'язалися вживати подальших заходів, щоб скоротити передчасну смертність недоношених дітей. EFCNI відновила свою кампанію «Socks Line». На плакаті кампанії була зображення лінія дитячих шкарпеток і гасло: «Одна дитина у десяти народжується передчасно». Матеріали кампанії були доступні на 26 європейських мовах.

### 2013
Третій Всесвітній день недоношених дітей відзначався у більш ніж 60 країн світу. Заходами зацікавились майже 1,4 мільярда людей по всьому світу, які відзначали цей день та підвищували обізнаність щодо недоношеності, здоров'я новонароджених та материнства. У заходах брали участь багато організацій, товариств, лікарень, організацій та осіб публічного та приватного секторів. Подією цього року було те, що вперше художники та їхні мережі брали участь у заходах.

### 2014
У заходах четвертого Всесвітнього дня недоношених дітей брали участь майже 1,6 мільярда людей з більш ніж 100 країн. У майже 60 країнах у рамках цього дня проводилися спеціальні заходи.

### 2016
Проведення шостого Всесвітнього дня недоношених дітей продемонструвало, що ця кампанія вже давно перетворився на глобальний рух. У 2016 році люди з більш ніж 120 країн об'єдналися у всьому світі. Було зафіксовано близько 5,4 млн відвідувань сторінки Facebook, присвяченої цьому дню.
Значний внесок у відзначення цього дня був з боку міжнародної ініціативи «Сильний старт для маленьких героїв» (англ. Strong Start for Little Heroes). [Архівовано 7 листопада 2017 у Wayback Machine.]
2018
Глобальне гасло Всесвітнього дня передчасно народженого малюка: "Сумісна робота: партнерство з родинами, що піклуються про маленьких та хворих новонароджених. [Архівовано 7 листопада 2018 у Wayback Machine.]
2019
Гасло Всесвітнього дня передчасно народженого малюка: «Народжений завчасно: забезпечення правильного догляду, у потрібний час, у потрібному місці» [Архівовано 12 листопада 2019 у Wayback Machine.]

### 2020
Разом заради немовлят, що народилися занадто рано — турбота про майбутнє. У центрі уваги знаходяться:
- підтримка сімей, що піклуються про дитину, яка народилась від передчасних пологів;
- підтримка фахівців охорони здоров'я, що надають допомогу таким немовлятам;
- зміцнення систем охорони здоров'я для покращення якості надання медичної допомоги передчасно народженним.

### 2021
Глобальна тема Всесвітнього дня недоношених дітей 2021 року:
- Закон про припинення розлучення батьків прямо зараз!
- Не розлучайте батьків та дітей, які народжені передчасно.